# Eneby, Eskilstuna kommun
Eneby är en bebyggelse nordost om Eskilstuna i Eskilstuna kommun. Från 2015 avgränsar SCB här en småort.